# Григорьев, Пётр Богданович
Пётр Богданович Григорьев (скончался ок. 1861) — русский генерал-майор, один из организаторов Нижегородского ополчения 1812 года.

## Биография
Служил в Преображенском полку, из которого 5 октября 1797 года был переведён поручиком в Семёновский полк. Был назначен адъютантом императора Павла I и во время его правления удостоен чина полковника и награждён орденом св. Иоанна Иерусалимского (1800). Через полгода после восшествия на престол императора Александра I, 25 сентября 1801 года, был уволен в отставку с присвоением чина генерал-майора и правом ношения мундира.
В отставке жил в Нижнем Новгороде и окрестностях, основав, в частности, две деревни — Петровку, названную по своему имени и Григорьевку — по фамилии. В Нижнем Новгороде вёл активную жизнь, избирался в дворянские общества и комитеты, был распорядителем балов. 14 марта 1808 года был награждён орденом Св. Анны 2-й степени.
Был женат на Екатерине Яковлевне, дочери надворного советника Я. Ф. Скрипицына. Сын генерала — петрашевец Н. П. Григорьев, внук — писатель П. Д. Боборыкин.

## Адреса и память
- В Нижнем Новгороде владел домом по адресу Большая Покровская улица 21/5 (доходный дом купца Е. Е. Пальцева)[2].
- Мемориальная доска в селе Покровское (ранее Шутилово) напоминает, что в XVIII веке там было поместье Григорьева.